# Is dit over
Is dit over is een lied van de Nederlandse hiphopartiest Ronnie Flex in samenwerking met de Nederlandse zangeres Tabitha. Het werd in 2017 als single uitgebracht en stond in hetzelfde jaar als tiende track op het album Rémi van Ronnie Flex.

## Achtergrond
Is dit over is geschreven door Ronell Plasschaert, Tabitha Foen-a-Foe en Tibari Bahaj en geproduceerd door Ronnie Flex en TB. Het is een nummer uit het genre nederhop. In het lied rappen en zingen de artiesten over het einde van een relatie en of het daadwerkelijk het einde is van deze relatie. De single heeft in Nederland de platina status.
Het is de eerste keer dat de artiesten met elkaar samenwerken. Op hetzelfde album staat ook een andere samenwerking; Red me. Ronnie Flex en Tabitha werkten later ook nog samen op Zeldzaam, Overbodig en Wacht op mij.

## Hitnoteringen
De artiesten hadden succes met het lied in de hitlijsten van Nederland. Het piekte op de dertiende plaats van de Nederlandse Single Top 100 en stond 24 weken in deze hitlijst. De Nederlandse Top 40 werd niet bereikt; het kwam hier tot de eerste plaats van de Tipparade.